# 헬멧 마운티드 디스플레이

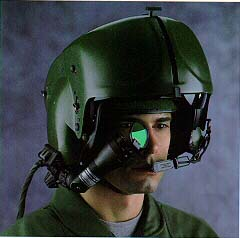
Integrated Helmet and Display Sight System (IHADSS)

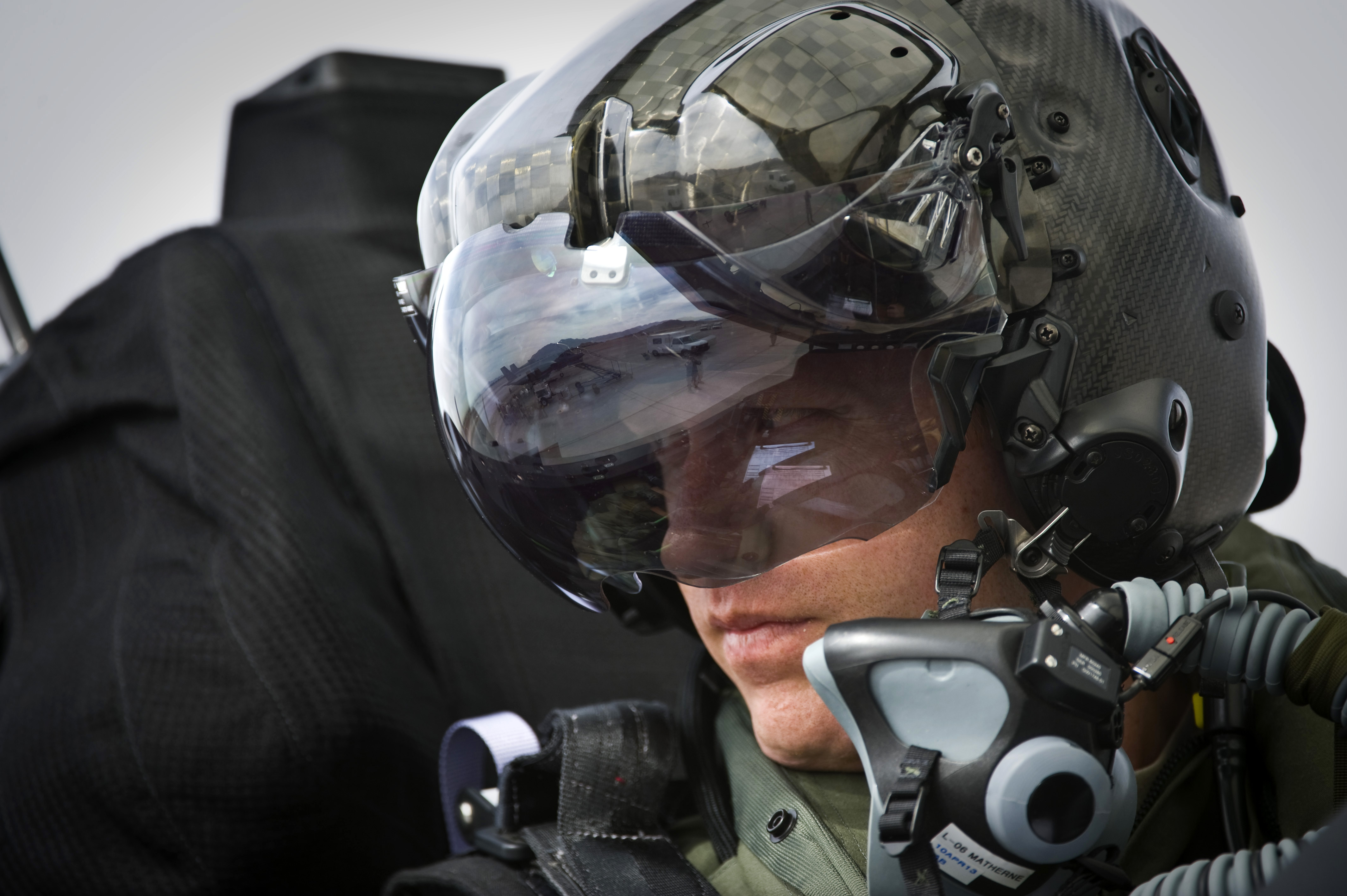
F-35A 조종사 헬멧

헬멧 마운티드 디스플레이(영어: helmet mounted display, HMD)는 최신형 전투기 등에서 사용되는 장치이다.

## 같이 보기
- 글래스 칵핏
- 전방 시현기(HUD)